# Atractus latifrons
Atractus latifrons är en ormart som beskrevs av Günther 1868. Atractus latifrons ingår i släktet Atractus och familjen snokar. Inga underarter finns listade.
Arten förekommer i Amazonområdet i Brasilien samt i angränsande områden av Bolivia, Peru, Colombia och regionen Guyana. Honor lägger ägg.